# НБА в сезоні 1997–1998
Сезон НБА 1997–1998 був 52-им сезоном в Національній баскетбольній асоціації. Переможцями сезону стали «Чикаго Буллз», які здолали у фінальній серії «Юта Джаз».

## Регламент змагання
Участь у сезоні брали 29 команд, розподілених між двома конференціями — Східною і Західною, кожна з яких у свою чергу складалася з двох дивізіонів.
По ходу регулярного сезону кожна з команд-учасниць провела по 82 гри (по 41 грі на власному майданчику і на виїзді).
До раунду плей-оф виходили по вісім найкращих команд кожної з конференцій, причому переможці дивізіонів посідали місця угорі турнірної таблиці конференції, навіть при гірших результатах, ніж у команд з інших дивізіонів, які свої дивізіони не виграли. Плей-оф відбувався за олімпійською системою, за якою найкраща команда кожної конференції починала боротьбу проти команди, яка посіла восьме місце у тій же конференції, друга команда конференції — із сьомою, і так далі. У першому раунді плей-оф переможець кожної пари визначався у серії ігор, яка тривала до трьох перемог однієї з команд. У подальших раундах, включаючи фінали конференцій, для перемоги у кожній парі команді потрібно було виграти чотири зустрічі.
Чемпіони кожної з конференцій, що визначалися на стадії плей-оф, для визначення чемпіона НБА зустрічалися між собою у Фіналі, що складався із серії ігор до чотирьох перемог.

## Регулярний сезон
Регулярний сезон тривав з 31 жовтня 1997 – 19 квітня 1998, найкращий результат по його завершенні мали «Юта Джаз».

### Підсумкові таблиці за дивізіонами
| Атлантичний                   | В  | П  | %П   | Відст | Дом   | Гост  | Див   |
| ----------------------------- | -- | -- | ---- | ----- | ----- | ----- | ----- |
| y-«Маямі Гіт»                 | 55 | 27 | .671 | –     | 30-11 | 25–16 | 18–6  |
| x-«Нью-Йорк Нікс»             | 43 | 39 | .524 | 12    | 28–13 | 15–26 | 13–11 |
| x-«Нью-Джерсі Нетс»           | 43 | 39 | .524 | 12    | 26–15 | 17–24 | 12–12 |
| «Вашингтон Візардс»           | 42 | 40 | .512 | 13    | 24–17 | 18–23 | 12–13 |
| «Орландо Меджик»              | 41 | 41 | .500 | 14    | 24–17 | 17–24 | 11–13 |
| «Бостон Селтікс»              | 36 | 46 | .439 | 19    | 24–17 | 12–29 | 12–23 |
| «Філадельфія Севенті-Сіксерс» | 31 | 51 | .378 | 24    | 19–22 | 12–29 | 7–17  |

| Центральний            | В  | П  | %П   | Відст | Дом   | Гост  | Див   |
| ---------------------- | -- | -- | ---- | ----- | ----- | ----- | ----- |
| y-«Чикаго Буллз»       | 62 | 20 | .756 | –     | 37–4  | 25–16 | 21–7  |
| x-«Індіана Пейсерз»    | 58 | 24 | .707 | 4     | 32–9  | 26–15 | 19–9  |
| x-«Шарлотт Горнетс»    | 51 | 31 | .622 | 11    | 32–9  | 19–22 | 16–12 |
| x-«Атланта Гокс»       | 50 | 32 | .610 | 12    | 29–12 | 21–20 | 19–9  |
| x-«Клівленд Кавальєрс» | 47 | 35 | .573 | 15    | 27–14 | 20–21 | 14–14 |
| «Детройт Пістонс»      | 37 | 45 | .451 | 25    | 25–16 | 12–29 | 12–16 |
| «Мілвокі Бакс»         | 36 | 46 | .439 | 26    | 21–20 | 15–26 | 9–19  |
| «Торонто Репторз»      | 16 | 66 | .195 | 46    | 9–32  | 7–34  | 2–26  |

| Середньо-Західний         | В  | П  | %П   | Відст | Дом   | Гост  | Див   |
| ------------------------- | -- | -- | ---- | ----- | ----- | ----- | ----- |
| z-«Юта Джаз»              | 62 | 20 | .756 | –     | 36–5  | 26–15 | 22–2  |
| x-«Сан-Антоніо Сперс»     | 56 | 26 | .683 | 6     | 31–10 | 25–16 | 18–6  |
| x-«Міннесота Тімбервулвз» | 45 | 37 | .549 | 17    | 26–15 | 19–22 | 14–10 |
| x-«Х'юстон Рокетс»        | 41 | 41 | .500 | 21    | 24–17 | 17–24 | 14–10 |
| «Даллас Маверікс»         | 20 | 62 | .244 | 42    | 13–28 | 7–34  | 9–15  |
| «Ванкувер Гріззліс»       | 19 | 63 | .232 | 43    | 14–27 | 5–36  | 4–20  |
| «Денвер Наггетс»          | 11 | 71 | .134 | 51    | 9–32  | 2–39  | 3–21  |

| Тихоокеанський              | В  | П  | %П   | Відст | Дом   | Гост  | Див   |
| --------------------------- | -- | -- | ---- | ----- | ----- | ----- | ----- |
| y-«Сіетл Суперсонікс»       | 61 | 21 | .744 | –     | 35–6  | 26–15 | 19–5  |
| x-«Лос-Анджелес Лейкерс»    | 61 | 21 | .744 | –     | 33–8  | 28–13 | 16–8  |
| x-«Фінікс Санз»             | 56 | 26 | .683 | 5     | 30–11 | 26–15 | 17–7  |
| x-«Портленд Трейл-Блейзерс» | 46 | 36 | .561 | 15    | 26–15 | 20–21 | 14–10 |
| «Сакраменто Кінґс»          | 27 | 55 | .329 | 34    | 21–20 | 6–35  | 6–18  |
| «Голден-Стейт Ворріорс»     | 19 | 63 | .232 | 42    | 12–29 | 7–34  | 6–18  |
| «Лос-Анджелес Кліпперс»     | 17 | 65 | .207 | 44    | 11–30 | 6–35  | 6–18  |

### Підсумкові таблиці за конференціями
| #  | Східна                        | Східна | Східна | Східна | Східна |
| #  | Команда                       | В      | П      | %П     | Відст  |
| -- | ----------------------------- | ------ | ------ | ------ | ------ |
| 1  | c-«Чикаго Буллз»              | 62     | 20     | .756   | –      |
| 2  | y-«Маямі Гіт»                 | 55     | 27     | .671   | 7      |
| 3  | x-«Індіана Пейсерз»           | 58     | 24     | .707   | 4      |
| 4  | x-«Шарлотт Горнетс»           | 51     | 31     | .622   | 11     |
| 5  | x-«Атланта Гокс»              | 50     | 32     | .610   | 12     |
| 6  | x-«Клівленд Кавальєрс»        | 47     | 35     | .573   | 15     |
| 7  | x-«Нью-Йорк Нікс»             | 43     | 39     | .524   | 19     |
| 8  | x-«Нью-Джерсі Нетс»           | 43     | 39     | .524   | 19     |
|    |                               |        |        |        |        |
| 9  | «Вашингтон Візардс»           | 42     | 40     | .512   | 20     |
| 10 | «Орландо Меджик»              | 41     | 41     | .500   | 21     |
| 11 | «Детройт Пістонс»             | 37     | 45     | .451   | 25     |
| 12 | «Бостон Селтікс»              | 36     | 46     | .439   | 26     |
| 12 | «Мілвокі Бакс»                | 36     | 46     | .439   | 26     |
| 14 | «Філадельфія Севенті-Сіксерс» | 31     | 51     | .378   | 31     |
| 15 | «Торонто Репторз»             | 16     | 66     | .195   | 46     |

| #  | Західна                     | Західна | Західна | Західна | Західна |
| #  | Команда                     | В       | П       | %П      | Відст   |
| -- | --------------------------- | ------- | ------- | ------- | ------- |
| 1  | z-«Юта Джаз»                | 62      | 20      | .756    | –       |
| 2  | y-«Сіетл Суперсонікс»       | 61      | 21      | .744    | 1       |
| 3  | x-«Лос-Анджелес Лейкерс»    | 61      | 21      | .744    | 1       |
| 4  | x-«Фінікс Санз»             | 56      | 26      | .683    | 6       |
| 5  | x-«Сан-Антоніо Сперс»       | 56      | 26      | .683    | 6       |
| 6  | x-«Портленд Трейл-Блейзерс» | 46      | 36      | .561    | 16      |
| 7  | x-«Міннесота Тімбервулвз»   | 45      | 37      | .549    | 17      |
| 8  | x-«Х'юстон Рокетс»          | 41      | 41      | .500    | 21      |
|    |                             |         |         |         |         |
| 9  | «Сакраменто Кінґс»          | 27      | 55      | .329    | 35      |
| 10 | «Даллас Маверікс»           | 20      | 62      | .244    | 42      |
| 11 | «Ванкувер Гріззліс»         | 19      | 63      | .232    | 43      |
| 11 | «Голден-Стейт Ворріорс»     | 19      | 63      | .232    | 43      |
| 13 | «Лос-Анджелес Кліпперс»     | 17      | 65      | .207    | 45      |
| 14 | «Денвер Наггетс»            | 11      | 71      | .134    | 51      |

Легенда:
- z – Найкраща команда регулярного сезону НБА
- c – Найкраща команда конференції
- y – Переможець дивізіону
- x – Учасник плей-оф

## Плей-оф
Переможці пар плей-оф позначені жирним. Цифри перед назвою команди відповідають її позиції у підсумковій турнірній таблиці регулярного сезону конференції. Цифри після назви команди відповідають кількості її перемог у відповідному раунді плей-оф. Курсивом позначені команди, які мали перевагу власного майданчика (принаймні потенційно могли провести більшість ігор серії вдома).

## Лідери сезону за статистичними показниками
| Показник                   | Гравець       | Команда                | Результат |
| -------------------------- | ------------- | ---------------------- | --------- |
| Очки за гру                | Майкл Джордан | «Чикаго Буллз»         | 28.7      |
| Підбирання за гру          | Денніс Родман | «Чикаго Буллз»         | 15.0      |
| Передачі за гру            | Род Стрікленд | «Вашингтон Візардс»    | 10.5      |
| Перехоплення за гру        | Мукі Блейлок  | «Атланта Гокс»         | 2.61      |
| Блокування за гру          | Маркус Кембі  | «Торонто Репторз»      | 3.65      |
| % влучань з гри            | Шакіл О'Ніл   | «Лос-Анджелес Лейкерс» | .584      |
| % влучань штрафних кидків  | Кріс Маллін   | «Індіана Пейсерз»      | .939      |
| % влучань 3-очкових кидків | Дейл Елліс    | «Сіетл Суперсонікс»    | .464      |

## Нагороди НБА

### Щорічні нагороди
- Найцінніший гравець: Майкл Джордан, «Чикаго Буллз»
- Новачок року: Тім Данкан, «Сан-Антоніо Сперс»
- Захисний гравець року: Дікембе Мутомбо, «Атланта Гокс»
- Шостий гравець року: Денні Маннінг, «Фінікс Санз»
- Найбільш прогресуючий гравець: Алан Гендерсон, «Атланта Гокс»
- Тренер року: Ларрі Берд, «Індіана Пейсерз»

| - Перша збірна всіх зірок: - F – Тім Данкан, «Сан-Антоніо Сперс» - F – Карл Мелоун, «Юта Джаз» - C – Шакіл О'Ніл, «Лос-Анджелес Лейкерс» - G – Майкл Джордан, «Чикаго Буллз» - G – Гарі Пейтон, «Сіетл Суперсонікс» | - Друга збірна всіх зірок: - F – Він Бейкер, «Сіетл Суперсонікс» - F – Грант Гілл, «Детройт Пістонс» - C – Девід Робінсон, «Сан-Антоніо Сперс» - G – Тім Гардавей, «Маямі Гіт» - G – Род Стрікленд, «Вашингтон Візардс» | - Третя збірна всіх зірок: - F – Скотті Піппен, «Чикаго Буллз» - F – Глен Райс, «Шарлотт Горнетс» - C – Дікембе Мутомбо, «Атланта Гокс» - G – Мітч Річмонд, «Сакраменто Кінґс» - G – Реджі Міллер, «Індіана Пейсерз» |

| - Перша збірна всіх зірок захисту: - F – Скотті Піппен, «Чикаго Буллз» - F – Карл Мелоун, «Юта Джаз» - C – Дікембе Мутомбо, «Атланта Гокс» - G – Гарі Пейтон, «Сіетл Суперсонікс» - G – Майкл Джордан, «Чикаго Буллз» | - Друга збірна всіх зірок захисту: - F – Чарльз Оуклі, «Нью-Йорк Нікс» - F – Тім Данкан, «Сан-Антоніо Сперс» - C – Девід Робінсон, «Сан-Антоніо Сперс» - G – Едді Джоунс, «Лос-Анджелес Лейкерс» - G – Мукі Блейлок, «Атланта Гокс» |

| - Перша збірна новачків НБА: - Тім Данкан, «Сан-Антоніо Сперс» - Кіт Ван Горн, «Нью-Джерсі Нетс» - Жидрунас Ілгаускас, «Клівленд Кавальєрс» - Рон Мерсер, «Бостон Селтікс» - Бревін Найт, «Клівленд Кавальєрс» | - Друга збірна новачків НБА: - Моріс Тейлор, «Лос-Анджелес Кліпперс» - Седрік Гендерсон, «Клівленд Кавальєрс» - Тім Томас, «Філадельфія Севенті-Сіксерс» - Боббі Джексон, «Денвер Наггетс» - Дерек Андерсон, «Клівленд Кавальєрс» |

### Гравець тижня
| Тиждень                     | Гравець                                        |
| --------------------------- | ---------------------------------------------- |
| 31 жовтня – 8 листопада     | Дікембе Мутомбо («Атланта Гокс»)               |
| 9 листопада – 15 листопада  | Шакіл О'Ніл («Лос-Анджелес Лейкерс»)           |
| 16 листопада – 22 листопада | Майкл Джордан («Чикаго Буллз»)                 |
| 23 листопада – 29 листопада | Карл Мелоун («Юта Джаз»)                       |
| 30 листопада – 6 грудня     | Веслі Персон («Клівленд Кавальєрс»)            |
| 7 грудня – 13 грудня        | Глен Райс («Шарлотт Горнетс»)                  |
| 14 грудня – 20 грудня       | Майкл Джордан («Чикаго Буллз»)                 |
| 21 грудня – 27 грудня       | Девід Робінсон («Сан-Антоніо Сперс»)           |
| 28 грудня – 3 січня         | Рік Смітс («Індіана Пейсерз»)                  |
| 4 січня – 10 січня          | Стів Сміт («Атланта Гокс»)                     |
| 11 січня – 17 січня         | Аллен Айверсон («Філадельфія Севенті-Сіксерс») |
| 18 січня – 24 січня         | Джейсон Вільям («Нью-Джерсі Нетс»)             |
| 25 січня – 31 січня         | Девід Робінсон («Сан-Антоніо Сперс»)           |
| 10 лютого – 14 лютого       | Карл Мелоун («Юта Джаз»)                       |
| 15 лютого – 21 лютого       | Нік Андерсон («Орландо Меджик»)                |
| 22 лютого – 28 лютого       | Тім Данкан («Сан-Антоніо Сперс»)               |
| 1 березня – 7 березня       | Карл Мелоун («Юта Джаз»)                       |
| 8 березня – 14 березня      | Джейсон Кідд («Фінікс Санз»)                   |
| 15 березня – 21 березня     | Шакіл О'Ніл («Лос-Анджелес Лейкерс»)           |
| 22 березня – 28 березня     | Алонзо Морнінг («Маямі Гіт»)                   |
| 29 березня – 4 квітня       | Майкл Джордан («Чикаго Буллз»)                 |
| 5 квітня – 11 квітня        | Сем Касселл («Нью-Джерсі Нетс»)                |
| 12 квітня – 18 квітня       | Джейсон Кідд («Фінікс Санз»)                   |

### Гравець місяця
| Місяць   | Гравець                              |
| -------- | ------------------------------------ |
| листопад | Едді Джоунс («Лос-Анджелес Лейкерс») |
| грудень  | Майкл Джордан («Чикаго Буллз»)       |
| січень   | Шакіл О'Ніл («Лос-Анджелес Лейкерс») |
| лютий    | Карл Мелоун («Юта Джаз»)             |
| березень | Майкл Джордан («Чикаго Буллз»)       |
| квітень  | Шакіл О'Ніл («Лос-Анджелес Лейкерс») |

### Новачок місяця
| Місяць   | Новачок                          |
| -------- | -------------------------------- |
| листопад | Тім Данкан («Сан-Антоніо Сперс») |
| грудень  | Тім Данкан («Сан-Антоніо Сперс») |
| січень   | Тім Данкан («Сан-Антоніо Сперс») |
| лютий    | Тім Данкан («Сан-Антоніо Сперс») |
| березень | Тім Данкан («Сан-Антоніо Сперс») |
| квітень  | Тім Данкан («Сан-Антоніо Сперс») |

### Тренер місяця
| Місяць   | Тренер                              |
| -------- | ----------------------------------- |
| листопад | Ленні Вілкенс («Атланта Гокс»)      |
| грудень  | Джордж Карл («Сіетл Суперсонікс»)   |
| січень   | Ларрі Берд («Індіана Пейсерз»)      |
| лютий    | Пет Райлі («Маямі Гіт»)             |
| березень | Джеррі Слоан («Юта Джаз»)           |
| квітень  | Дел Гарріс («Лос-Анджелес Лейкерс») |